# Ráhpokjávrásj
Ráhpokjávrásj, enligt tidigare ortografi Rapukjauratj, är en sjö i Jokkmokks kommun i Lappland och ingår i Luleälvens huvudavrinningsområde. Sjön har en area på 0,263 kvadratkilometer och ligger 814,1 meter över havet. Ráhpokjávrásj ligger i Padjelanta Natura 2000-område. Ráhpokjávrásj avvattnas av en namnlös jokk som är ett biflöde till Låddejåhkå.

## Delavrinningsområde
Ráhpokjávrásj ingår i det delavrinningsområde (748552-155569) som SMHI kallar för Ovan Pårajåkåtj. Medelhöjden är 852 meter över havet och ytan är 34,43 kvadratkilometer. Räknas de 5 avrinningsområdena uppströms in blir den ackumulerade arean 127,16 kvadratkilometer. Låddejåhkå som avvattnar avrinningsområdet har biflödesordning 2, vilket innebär att vattnet flödar genom totalt 2 vattendrag innan det når havet efter 409 kilometer. Avrinningsområdet består mestadels av kalfjäll (99 procent). Avrinningsområdet har 0,5 kvadratkilometer vattenytor vilket ger det en sjöprocent på 1,5 procent.